# أحمد شاهين
أحمد شاهين (بالتركية: Ahmet Şahin) هو لاعب كرة قدم تركي، ولد في 22 مارس 1978 في إسطنبول في تركيا. لعب مع أضنة سبور وسامسون سبور وعثمانلي سبور ومرسين إيدمانيوردو ومعمورة العزيز سبور ونادي إسطنبول باشاكشهر ونادي طرابزون سبور.

## وصلات خارجية
- أحمد شاهين على موقع الاتحاد الأوربي (الإنجليزية)
- أحمد شاهين على موقع اتحاد تركيا (لاعب) (الإنجليزية)
- أحمد شاهين على موقع قاعدة بيانات كرة القدم.إي يو (الإنجليزية)
- أحمد شاهين على موقع Soccerway.com (الإنجليزية)
- أحمد شاهين على موقع عالم كرة القدم.نت (الإنجليزية)